# Sede vacante

Символіка Святого Престолу в період Sede Vacante (вакантного Престолу)

Sede vacante (з лат. — «при вакантному троні, при вакантному престолі»; ablativus absolutus від sedes vacans — «вакантний престол») — період, у який Святий Престол не зайнятий легітимним головою церкви (тобто в період між смертю Папи Римського і обранням нового глави Святого Престолу і Римсько-католицької церкви).
Фаза «вакантного Престолу» починається, коли кардинал-Камерленг констатує смерть Папи в такий спосіб: тричі вдаряє покійного понтифіка срібним молоточком в лоб, і називає його ім'ям, даним йому при хрещенні, і просить відгукнутися. Після того, як Папа не відгукнувся, кардинал-Камерленго вимовляє фразу: «папа дійсно мертвий», і папський престол вступає в період Sede Vacante. У період Sede Vacante всі чиновники Римської курії позбавляються своїх посад, за винятком трьох осіб: Камерленга Римсько-католицької церкви, декана Колегії кардиналів і Великого пенітенціарія. У період Sede Vacante Святим Престолом та Римо-католицькою церквою керує Колегія кардиналів, на чолі з Камерленгом, який є намісником Святого Престолу. Головна турбота Колегії кардиналів — поховати покійного Папу і розпочати вибори нового Римського первосвященика на конклаві.
Починаючи з 1831 року період Sede Vacante не триває більше ніж 20 днів, бо папськими правилами встановлено, що конклав повинен зібратися не пізніше 18-го дня з дня смерті Папи. В епоху Середньовіччя бували періоди Sede Vacante, які тривали місяцями, а то й роками. Найтриваліший період Sede Vacante — 1268—1271 роки. У період Sede Vacante випускаються монети та поштові марки Ватикану з гербом Sede Vacante (герб такий же, як і у кардинала — Камерленго) без профілю Папи.

## Найтриваліші sede vacante
- Між Климентом IV і Григорієм X — з 29 листопада 1268 по 1 вересня 1271, (36 місяців);
- Між Миколаєм IV і Целестином V — з 4 квітня 1292 по 7 липня 1294, (27 місяців);
- Між Климентом V і Іваном XXII — з 20 квітня 1314 по 7 серпня 1316, (27,5 місяців);
- Між Григорієм XII і Мартином V — з 4 липня 1415 по 11 листопада 1417, (28,5 місяців)

## Нетривалі періоди sede vacante, з початку XIX століття
- Між Пієм VI і Пієм VII — з 29 серпня 1799 по 14 березня 1800, 197 днів;
- Між Пієм VII і Левом XII — з 20 серпня по 28 вересня 1823, 39 днів;
- Між Левом XII і Пієм VIII — з 10 лютого по 31 березня 1829, 49 днів;
- Між Пієм VIII і Григорієм XVI — з 1 грудня 1830 до 2 лютого 1831, 63 дні;
- Між Григорієм XVI і Пієм IX — з 1 по 16 червня 1846, 15 днів;
- Між Пієм IX і Левом XIII — з 7 по 20 лютого 1878, 13 днів;
- Між Левом XIII і Пієм X — з 20 липня по 4 серпня 1903, 15 днів;
- Між Пієм X і Бенедиктом XV — з 20 серпня по 3 вересня 1914, 14 днів;
- Між Бенедиктом XV і Пієм XI — з 22 січня по 6 лютого 1922, 15 днів;
- Між Пієм XI і Пієм XII — з 10 лютого по 2 березня 1939, 20 днів;
- Між Пієм XII і Іваном XXIII — з 9 по 28 жовтня 1958, 19 днів;
- Між Іваном XXIII і Павлом VI — з 3 по 21 червня 1963, 18 днів;
- Між Павлом VI і Іваном Павлом I — з 6 по 26 серпня 1978, 20 днів;
- Між Іваном Павлом I і Іваном Павлом II — з 28 вересня по 16 жовтня 1978, 19 днів;
- Між Іваном Павлом II і Бенедиктом XVI — з 2 квітня по 19 квітня 2005, 17 днів;
- Між Бенедиктом XVI і Франциском — з 28 лютого 2013 по 13 березня 2013, 13 днів;